# Мария Гессен-Дармштадтская
Мари́я Ге́ссенская и Прире́йнская (нем. Marie von Hessen und bei Rhein; 24 мая 1874, Дармштадт — 16 ноября 1878, там же) — младшая дочь Людвига IV, великого герцога Гессенского и его жены британской принцессы Алисы. Младшая сестра российской императрицы Александры Фёдоровны и великой княгини Елизаветы Фёдоровны.

## Биография

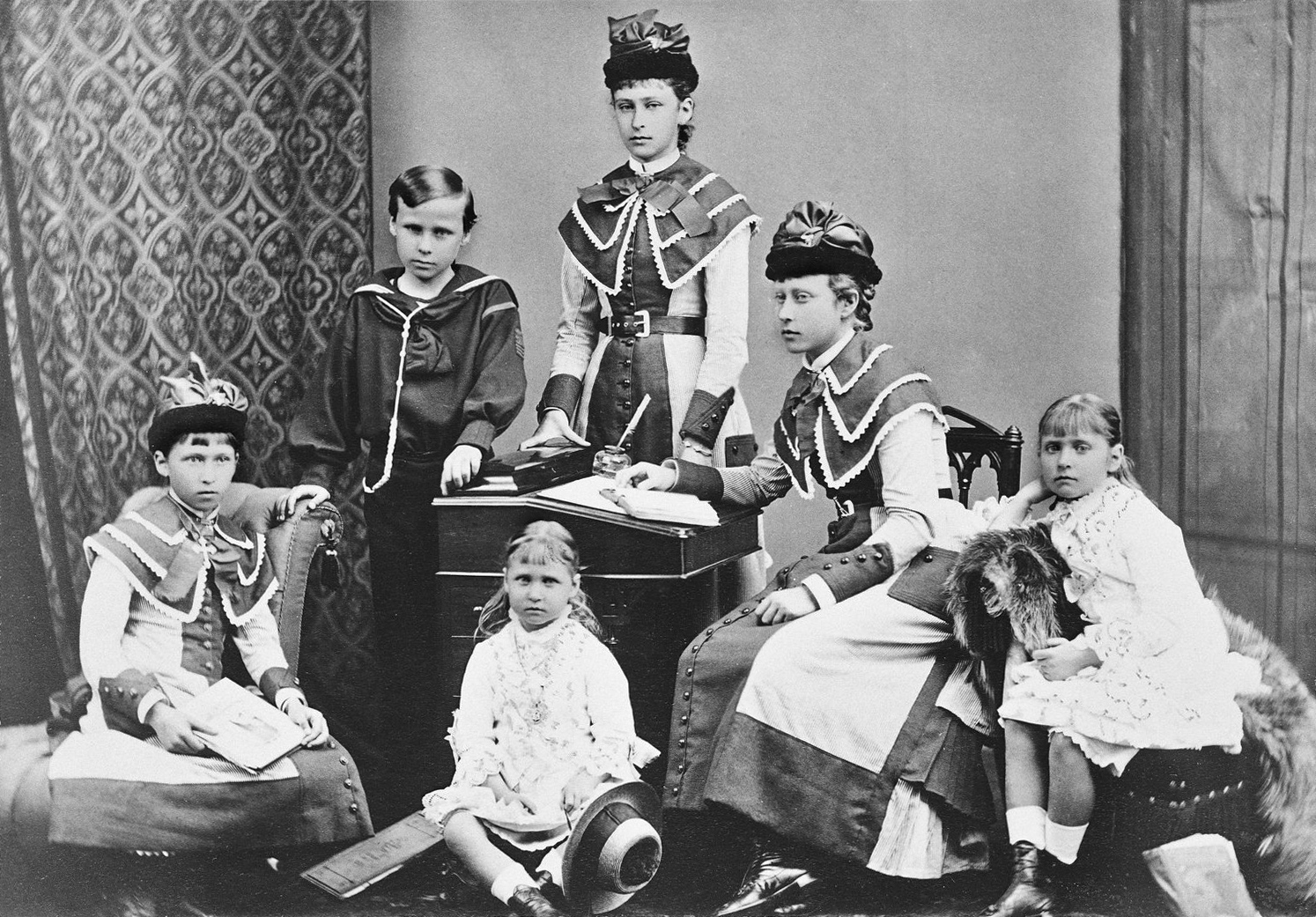
Мария с братом и сёстрами в 1878 году

Мария родилась 24 мая 1874 года в Дармштадте, Великое герцогство Гессен, в семье будущего великого герцога Гессенского Людвига IV и британской принцессы Алисы; была пятой дочерью и младшим ребёнком из семерых детей пары. По отцу девочка была внучкой гессенского принца Карла и прусской принцессы Елизаветы, внучки короля Фридриха Вильгельма II; по матери — королевы Великобритании Виктории и Альберта Саксен-Кобург-Готского. С рождения и до 13 июня 1877 года принцесса именовалась «Её Светлость принцесса Мария Гессенская и Прирейнская»; с 1877 года и до своей смерти годом позднее — «Её Великогерцогское высочество принцесса Мария Гессенская и Прирейнская». В семье девочка была известна под уменьшительно-ласкательном прозвищем «Мэй».
Когда Мария была в грудном возрасте, её мать отмечала в письмах к родным, что девочка «очень похожа на брата Фритти [принца Фридриха] в том же возрасте… у неё такие же проворные глаза и две глубокие ямочки на щеках»; Фритти был младшим и самым любимый сыном Алисы, страдавшим гемофилией и умершим за год до рождения принцессы Марии после падения из окна. Однако с возрастом белокожая, светловолосая и голубоглазая, улыбчивая Мэй внешне стала больше походить на старшую из сестёр — принцессу Викторию. Наиболее близка была Мария с другой сестрой — Алисой, будущей российской императрицей, которая была на два года старше принцессы и в семье была известна под прозвищем «Аликс»; несмотря на различные характеры, принцессы постоянно были вместе, носили одинаковые платья и даже имели общую няню. 
13 июня 1877 года отец принцессы унаследовал герцогский титул. Летом того же года Гессены совершили поездку к морю, где Мэй и Аликс стали источником веселья и радости для своей матери. В письме, в котором Алиса отправляла фото с отдыха своей царственной матери королеве Виктории, она писала, что «у Мэй не такие толстые щёки в действительности; но они всё так же дороги мне. Маленькие девчушки так милы, так любимы, веселы и прекрасны. Я не знаю, которая из них мне дороже, ведь они обе так очаровательны».

### Смерть
Счастливая семейная жизнь Гессенов завершилась в ноябре 1878 года, когда герцогский двор поразила эпидемия дифтерии. Первой заболела самая старшая из сестёр Марии — Виктория: вечером 5 ноября она пожаловалась матери на скованность мышц шеи, но Алиса заподозрила паротит и сказала, что будет «забавно», если все они его подхватят. Виктория чувствовала себя достаточно хорошо, чтобы вечером прочитать «Алису в Стране чудес» для Мэй и других детей, пока мать сидела рядом, болтая со своей подругой Кэти Макбин, замещавшей фрейлин герцогини. Позднее в тот вечер Мария стала уговаривать мать позволить ей съесть на ночь пирожное, а старшие дети упрашивали миссис Макбин сыграть на пианино, чтобы они могли потанцевать. Танцы длились около получаса, после чего дети в приподнятом настроении отправились спать.
Дифтерию у Виктории диагностировали только на следующее утро, и вскоре болезнь распространилась на остальных детей герцогской четы, за исключением Елизаветы, которую сразу же отослали во дворец бабушки. Утром 12 ноября стало ясно, что заболела шестилетняя Аликс; к обеду симптомы в виде высокой температуры и красных пятен проявились и у Мэй; в следующие дни заболели Ирена, Эрнст Людвиг и отец семейства. Мария не была самой тяжелобольной дочерью герцогской четы: 12 ноября в комнату Аликс по приказу матери был принесён паровой ингалятор, чтобы облегчить дыхание принцессы, находившейся на пороге смерти. Однако к 16 ноября Аликс пошла на поправку, а у Мэй наступило ухудшение и утром того же дня она умерла, задохнувшись из-за мембраны, перекрывшей дыхательные пути. Мать девочки, разбуженная доктором, поспешила в детскую только для того, чтобы обнаружить дочь мёртвой. Она сидела возле тела Мэй, «целуя её лицо и руки». В тот же вечер она наблюдала, как тело Марии положили в маленький гроб и отвезли в семейный мавзолей. Позднее обезумевшая от горя Алиса писала матери, что «не может передать свою боль словами».
Алиса держала смерть младшей дочери в тайне от остальных детей в течение нескольких недель, но, в конце концов, в декабре была вынуждена признаться сыну. Его реакция была ещё хуже, чем она ожидала: вначале он отказался в это поверить, а затем разрыдался. Алиса, пожалевшая сына, нарушила правило о физическом контакте с больным и поцеловала его. В первое время после этого она чувствовала себя хорошо, однако утром 14 декабря герцогиня умерла. Тело Алисы было погребено в герцогской усыпальнице Розенхёэ 18 декабря рядом с дочерью. На могиле герцогини на народные средства был воздвигнут монумент работы Джозефа Эдгара Бома, который изображал Алису, держащую на руках Мэй.